# Cantonul Landivy
Cantonul Landivy este un canton din arondismentul Mayenne, departamentul Mayenne, regiunea Pays de la Loire, Franța.

## Comune
| Comune                      | Populație (1999) | Cod poștal | Cod INSEE |
| --------------------------- | ---------------- | ---------- | --------- |
| Désertines                  | ...              | 53190      | 53091     |
| La Dorée                    | ...              | 53190      | 53093     |
| Fougerolles-du-Plessis      | ...              | 53190      | 53100     |
| Landivy                     | ...              | 53190      | 53125     |
| Montaudin                   | ...              | 53220      | 53154     |
| Pontmain                    | ...              | 53220      | 53181     |
| Saint-Berthevin-la-Tannière | ...              | 53220      | 53202     |
| Saint-Ellier-du-Maine       | ...              | 53220      | 53213     |
| Saint-Mars-sur-la-Futaie    | ...              | 53220      | 53238     |